# Stephen Lysak
Stephen John „Steve” Lysak (ur. 7 sierpnia 1912 w Newark, zm. 30 lipca 2002 w Yonkers) – amerykański kajakarz, kanadyjkarz. Dwukrotny medalista olimpijski z Londynu.
Igrzyska w 1948 były jego jedyną olimpiadą. Pływał w kanadyjkowej dwójce i triumfował na dystansie 10 000 metrów oraz był drugi na 1000 m. Partnerował mu Stephen Macknowski.
Jego brat John także był olimpijczykiem (IO 36).